# Eșarfă

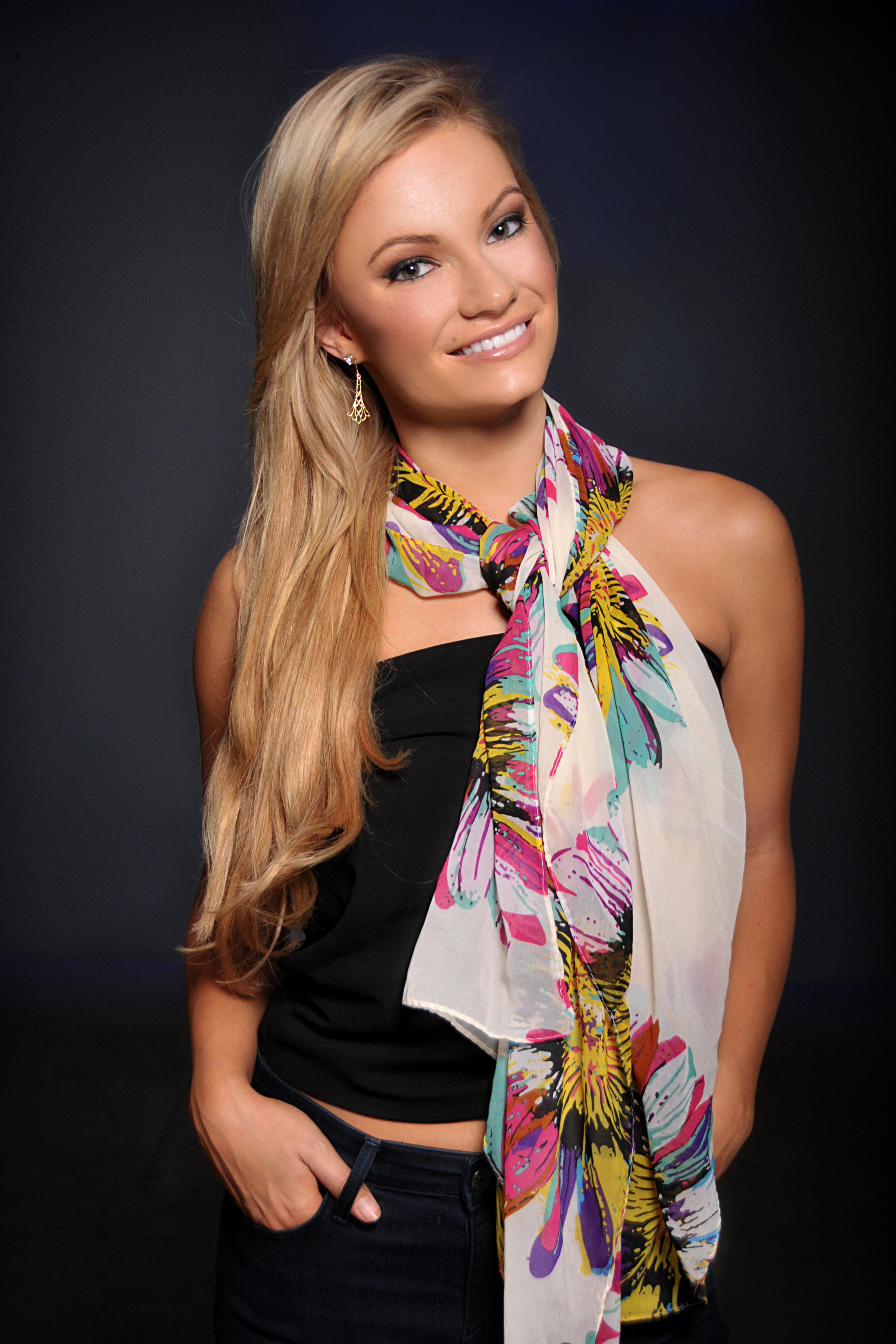
Fotomodel purtând o eșarfă colorată

Eșarfa este un obiect de îmbrăcăminte care, în afară de funcția sa estetică, este destinată să protejeze gâtul contra intemperiilor, îndeosebi de frig și de vânt.

Eșarfa se prezintă, în general, ca un dreptunghi alungit dintr-un material textil (mătase, bumbac, lână ș.a.), care se înfășoară în jurul gâtului sau se așază pe umeri.

Se deosebește de fular și de cravată prin formă și prin dimensiuni.

## Etimologie
Cuvântul din română eșarfă este un împrumut din franceză écharpe. În română există și forma, considerată învechită, eșarpă. La rândul său, cuvântul écharpe provine în limba franceză din cuvântul neatestat, din limba francilor stabiliți în Galia, *skerpa. Alți autori dau ca etimologie pentru cuvântul francez écharpe cuvântul neatestat, din limba francilor, *skirpja. Pentru comparație, vezi cuvântul scandinav skreppa, „sacoșă în bandulieră”.

## Utilizare
Eșarfa prezintă riscuri pentru persoanele care folosesc mașini: eșarfa poate să se prindă de eventualele părți rotitoare, neprotejate, ale mașinii, și să provoace strangulări ori loviri.

## Alte accepțiuni
- Eșarfa este o fâșie de material textil, de exemplu mătase, care este purtată în diagonală, ca semn al unei funcții publice.[1] Un exemplu este eșarfa tricoloră purtată de către un primar, în cadrul unei ceremonii.
- Eșarfa este o fâșie din material textil, petrecută după gât, pe care se sprijină un braț bolnav.[1]
- Eșarfa este partea din stemă / blazon, sub formă de panglică, aflată sub scut, pe care este gravată o deviză.